# Steiermark 1
Steiermark 1 war ein regionaler Fernsehsender aus der Steiermark, der über Kabelfernsehen und DVB-T zu empfangen war.

## Geschichte
Der Sender wurde im Sommer 1996 gegründet. Ein Studio wurde in der Gemeinde Dobl gebaut. Am 1. Dezember 1996 begann der Probebetrieb. Seit 1. März 1997 lieferte Steiermark 1 täglich Programme über das Bundesland Steiermark.  Im Herbst 2002 übernahm die Styria Medien AG den Sender, der nach Graz verlegt und komplett geändert wurde. Es entstanden Formate wie: Auf geht's, Kamera läuft, oder Leute TV. Im Februar 2007 begann die Kleine Zeitung mit Steiermark 1 zu kooperieren. Zu dieser Zeit ging auch die Website von Steiermark 1 online.
Der Sender meldete am 28. November 2013 Insolvenz an. Am 29. November 2013 wurde die Schließung des Unternehmens angeordnet.
Seitdem hat auf diesem Sendeplatz der Regional-TV-Sender für die Steiermark Kanal3 seinen Platz gefunden.

## Empfang
Steiermark 1 konnte über Kabel in Graz sowie im Mur- und Mürztal und auch im Süden und Osten von Graz empfangen werden. Seit 2010 wurde zusätzlich in der Südweststeiermark über DVB-T (Kanal 29) gesendet. Österreichweit konnte der Sender über A1TV empfangen werden.